# 식료품점

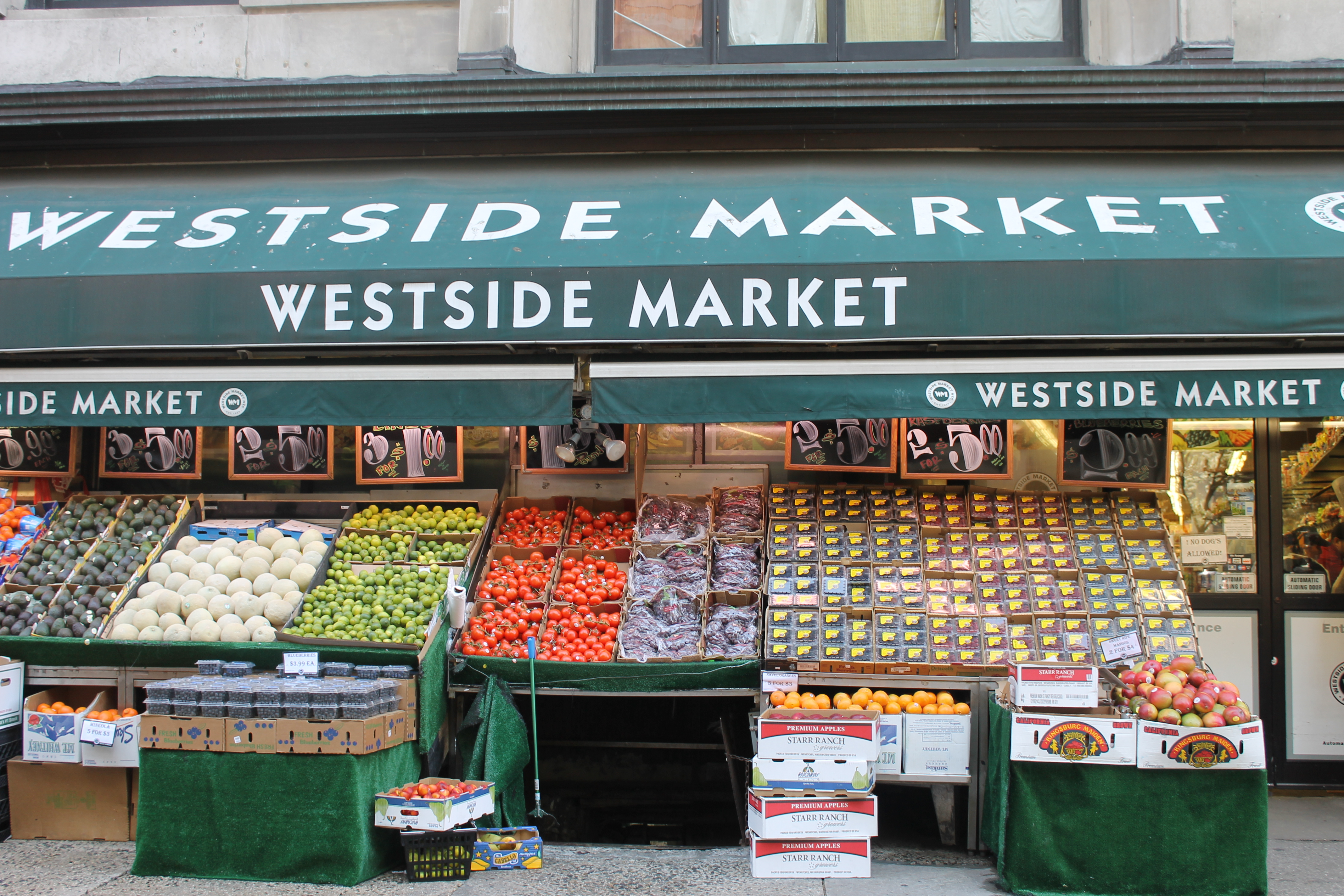
미국의 식료품점

식료품점(食料品店)은 식료품을 파는 소매 상점이다.

## 같이 보기
- 만물상
- 셀프서비스